# Меч Шаннари
«Меч Шаннари» (англ. The Sword of Shannara) — фентезійний роман американського письменника Террі Брукса 1977 року. Це перша книга оригінальної трилогії «Меч Шаннари», за якою слідують «Ельфійський камінь Шаннари» та «Пісня Шаннари». Назва йде від назви ельфійського королівського роду, з якого походять всі головні герої книг, і його засновника Джерла (або Ярла) Шаннари (англ. Jerle Shannara). Кожен цикл розповідає про пригоди нового покоління роду Шаннари.

## Історія створення
Террі Брукс почав писати роман у 1967 році. На роботу в автора пішло близько семи років. Проте книга вийшла лише через 3 роки у видавництві «Дель Рей Букс» 1977 року. Цим романом Террі Брукс відкриває цикл романів Шаннари. Події роману і всієї серії відбуваються у фантастичній країні Чотирьох Земель, яку разом з людьми населяють гноми, тролі, ельфи, орки.
Критики звинувачували автора в тому, що його роман дуже схожий на трилогію «Володар перснів» Джона Толкіна. Інші критики хвалили стиль роману, попри відсутність оригінальності.

## Сюжет
Повелитель чаклунів Брона, який розкрив таємницю безсмертя за допомогою чорної магії, вже простяг над світом живих свою згубну завісу, і тільки легендарний меч стародавнього короля Шаннари здатний зупинити його. Але чарівний меч дається в руки лише обраним.
Ши Омсфорд, юнак з глухого села, несподівано дізнається, що він і є той самий обранець, якому судилося врятувати від загибелі все живе. І ось Ши разом зі своїм названим братом, принцом маленького гірського королівства, і загадковим мандрівником Алланоном вирушають на пошуки рятівного меча.